# لويزة بيروية
لويزة بيروفية (الاسم العلمي:Aloysia peruviana) هو نوع نباتي يتبع جنس اللويزة من فصيلة اللويزية